# آرمن ملکونیان
آرمن آشوتی ملکونیان (Արմեն Աշոտի Մելքոնյան؛ زادهٔ ۱۹ ژوئن ۱۹۵۸) یک دیپلمات اهل ارمنستان است. وی از سال ۲۰۰۹ تا سال ۲۰۱۸ سفیر جمهوری ارمنستان در کشور مصر بود.